# OR51B5
OR51B5 (англ. Olfactory receptor family 51 subfamily B member 5) – білок, який кодується однойменним геном, розташованим у людей на короткому плечі 11-ї хромосоми. Довжина поліпептидного ланцюга білка становить 312 амінокислот, а молекулярна маса — 35 241.
| 10         |  | 20         |  | 30         |  | 40         |  | 50         |
| ---------- |  | ---------- |  | ---------- |  | ---------- |  | ---------- |
| MSSSGSSHPF |  | LLTGFPGLEE |  | AHHWISVFFL |  | FMYISILFGN |  | GTLLLLIKED |
| HNLHEPMYFF |  | LAMLAATDLG |  | LALTTMPTVL |  | GVLWLDHREI |  | GSAACFSQAY |
| FIHSLSFLES |  | GILLAMAYDR |  | FIAICNPLRY |  | TSVLTNTRVV |  | KIGLGVLMRG |
| FVSVVPPIRP |  | LYFFLYCHSH |  | VLSHAFCLHQ |  | DVIKLACADT |  | TFNRLYPAVL |
| VVFIFVLDYL |  | IIFISYVLIL |  | KTVLSIASRE |  | ERAKALITCV |  | SHICCVLVFY |
| VTVIGLSLIH |  | RFGKQVPHIV |  | HLIMSYAYFL |  | FPPLMNPITY |  | SVKTKQIQNA |
| ILHLFTTHRI |  | GT         |  |            |  |            |  |            |

A: Аланін

C: Цистеїн

D: Аспарагінова кислота

E: Глутамінова кислота

F: Фенілаланін

G: Гліцин

H: Гістидин

I: Ізолейцин

K: Лізин

L: Лейцин

M: Метіонін

N: Аспарагін

P: Пролін

Q: Глутамін

R: Аргінін

S: Серин

T: Треонін

V: Валін

W: Триптофан

Кодований геном білок за функціями належить до рецепторів, g-білокспряжених рецепторів, білків внутрішньоклітинного сигналінгу. 
Локалізований у клітинній мембрані.